# 钨酸铜
钨酸铜是一种无机化合物，为铜的钨酸盐，化学式为CuWO4。它在自然界中以铜白钨矿的形式存在。

## 制备
钨酸铜可由硝酸铜和钨酸钠在溶液中反应得到：
Cu(NO3)2 + Na2WO4 → CuWO4↓ + 2 NaNO3
从溶液中沉淀出的钨酸铜以二水合物的形式存在。
氧化铜和三氧化钨在600~800 °C反应也能得到产物：
{\displaystyle \mathrm {CuO+WO_{3}\ {\xrightarrow {800^{o}C}}\ CuWO_{4}} }